# レプニン家

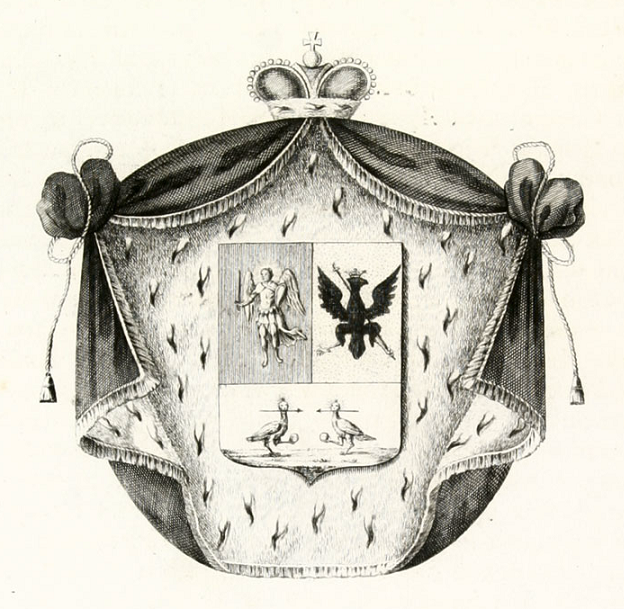
キエフとチェルニゴフのエンブレムからなるレプニン家の盾の紋章

レプニン家（Репнин / Repnin）は、リューリク朝の流れをくむ由緒ある公（クニャージ）の家系。家名は一族の始祖イヴァン・ミハイロヴィチ・オボレンスキー公（1523年没）の、「まずいお粥」を意味する綽名「レプーニャ」に由来する。本家筋のオボレンスキー家と同じく、1246年にモンゴル帝国によって殺害されたキエフ大公ミハイル・チェルニゴフスキーの子孫である。

## 輩出した人物
同家に属する人物は全て「prince」に相当する「公(Князь / knyaz)」ないし「公女(княжна / knyaginya)」の称号を以て称されるが、ここでは略する。
- エレナ・ミハイロヴナ・レプニナ…夫のヴァシーリー・シュイスキーが1606年にツァーリに選出されたため、皇妃（ツァリーツァ）となった。しかし翌1607年、夫は彼女と離婚して若い女性と再婚した。
- ボリス・アレクサンドロヴィチ・レプニン…1639年以降、大貴族として多くの官房（プリカース）の長官を務めた。さらにアストラハン（1643年-1646年）とスモレンスク（1656年-1659年）で都市長官を務め、ツァーリの不在時には頻繁に貴族会議の議長役を代行していた。1670年5月17日にモスクワで没した。
- アニキータ・イヴァノヴィチ・レプニン（1668年‐1726年）…ボリスの孫。大北方戦争に従軍した将軍で、陸軍元帥および*国防長官まで上りつめた。
- ヴァシーリー・アニキートノヴィチ・レプニン（1696年‐1748年）…アニキータの子。ピョートル3世の傅育官で陸軍士官学校校長。オーストリア継承戦争の軍総司令官を務め、アーヘンの和約成立に尽力したが、その帰途で没した。
- ニコライ・ヴァシーリエヴィチ・レプニン（1734年‐1801年）…ヴァシーリーの子、おそらく一族中最も有名な人物。大使としてロシア帝国によるポーランドへの内政干渉を強化させ、対トルコ戦争でも活躍した。嫡出には3人の娘しかいなかったため、アレクサンドル1世の許しを得て孫のニコライ・ヴォルコンスキー公にレプニンの姓と紋章を相続させた。このため子孫はレプニン=ヴォルコンスキー公家を名乗っている。庶子に詩人イヴァン・プーニンがいる。